# US Quevilly
Die Union Sportive Quevillaise ist ein französischer Fußballverein aus Le Petit-Quevilly im Département Seine-Maritime; 2015 benannte er sich um in US Quevilly Rouen Métropole. Gegründet wurde er 1902 unter dem Namen Union Sportive de Quevilly; die Vereinsfarben sind Schwarz und Gelb. Die Ligamannschaft spielte bis 2015 im Stade Lozai, das eine Zuschauerkapazität von 2.500 Plätzen aufweist, seither im Stade Robert Diochon.

## Geschichte
In den ersten beiden Jahrzehnten nach Gründung spielte der Klub selbst in der normannischen (und damals lediglich Amateur-) Meisterschaft gegenüber FC Rouen und Le Havre AC nur eine untergeordnete Rolle. In den 1920ern entwickelte sich „Rouens kleiner Nachbar“ allerdings zum Pokalschreck: 1922 und 1924 erreichte er die Runde der letzten 64 Teams, 1923 und 1925 die der letzten 32 sowie 1926 das Achtelfinale. 1927, nach Siegen über den FC Rouen, AC Amiens, US Suisse Paris und Stade Raphaëlois, standen die Schwarz-Gelben sogar im Endspiel, wo sie allerdings dem Titelverteidiger Olympique Marseille mit 0:3 unterlagen. In dieser Zeit war die USQ nahezu ein „Werksklub“: zahlreiche Spieler verdienten ihr Geld in der Lozai-Werft, deren Eigentümer, Amable Lozai, den Verein auch viele Jahre leitete. Mitte der 1930er gewann Quevilly zweimal die normannische Amateurmeisterschaft, weil die regionalen Konkurrenten sich inzwischen im professionellen Spielbetrieb befanden.
Nach dem Zweiten Weltkrieg insgesamt zehnmal Normandiemeister (inzwischen allerdings ein tieferklassiger Wettbewerb), setzte sich die US Quevilly auch landesweit durch: 1954, 1955, 1958 und 1967 wurde sie französischer Amateurmeister. In dieser Zeit trug auch Quevillys Nachwuchsförderung Früchte: 1967 gewann der Klub die französische Juniorenmeisterschaft, in der er bereits 1960 das Endspiel erreicht hatte. Am Ende der Saison 1972/73 verweigerte der französische Verband dem Klub den Aufstieg in die Division 2. Und nachdem die Lozai-Werft die finanzielle Unterstützung eingestellt hatte, meldete der Verein 1978 Konkurs an, wurde anschließend aber gleich neu gegründet.
Im Pokal sorgte die USQ 1967/68 nochmals für großes Aufsehen, als sie nach Erfolgen über Olympique Lyon und USL Dunkerque im Halbfinale stand, wo allerdings – wenn auch erst nach Verlängerung – die Girondins Bordeaux den erneuten Einzug ins Endspiel verhinderten. 2004/05 kamen die Amateure im Landespokal gegen FC Rouen, Le Havre AC sowie EA Guingamp wiederum relativ weit; erst im Achtelfinale war CS Sedan die Endstation. 2009/10 stürmten sie nach Siegen über die Erstligisten Stade Rennes und US Boulogne sogar erneut bis in das Halbfinale, und zwei Jahre später konnte die USQ – inzwischen als Drittligist – sich dank Erfolgen über die höherklassigen Gegner SCO Angers, Olympique Marseille und Stade Rennes zum zweiten Mal nach 85 Jahren für ein Pokalendspiel qualifizieren, in dem sie mit 0:1 gegen Olympique Lyon unterlagen.
Im Frühjahr 2015 kam es zu einer Annäherung mit dem FC Rouen, wobei auch eine Fusion nicht ausgeschlossen schien. Die USQ benannte sich daraufhin in US Quevilly Rouen Métropole um. Ihre Ligamannschaft trägt seither bei Heimspielen einen roten Dress wie die „roten Teufel“ vom FCR und zog auch in dessen traditionelle Spielstätte, das Stade Robert Diochon, um, das allerdings ohnehin auf dem Gebiet von Le Petit-Quevilly liegt.
2017 zerschlugen sich die Pläne einer gemeinsamen Zukunft beider Vereine, weil es insbesondere auf Seiten des FCR Vorbehalte dagegen gab. Quevilly behielt seinen neuen Namen bei, stieg 2021 in die Ligue 2 auf. 2024/25 spielten beide in der dritten Liga, wo es zu einem ersten Punktspiel-Lokalderby kam.

## Ligazugehörigkeit
Profistatus hat Quevilly zum ersten Mal in der Vereinsgeschichte ab 2017 besessen, aber noch nie in der Division 1 (seit 2002: Ligue 1) gespielt. Seit Anfang der 2010er-Jahre pendelt die Mannschaft zwischen zweiter und vierter Liga.

## Kader 2024/25
Stand: 16. Oktober 2024
| Nr. |                              | Position | Name               |
| --- | ---------------------------- | -------- | ------------------ |
| 1   |                              | TW       | Pierre Patron      |
| 3   | Komoren                      | AB       | Ahmed Soilihi      |
| 5   | Mali                         | AB       | Nadjib Cissé       |
| 6   |                              | MF       | Tony Njiké         |
| 7   | Zentralafrikanische Republik | ST       | Vénuste Baboula    |
| 8   |                              | MF       | Natanaël Bouekou   |
| 10  |                              | MF       | Belkacem Dali-Amar |
| 11  |                              | ST       | Isaac Tshipamba    |
| 12  | Gambia                       | ST       | Yankuba Jarju      |
| 17  | Madagaskar                   | ST       | Noah Adekalom      |
| 18  |                              | MF       | Jordan Leborgne    |
| 19  |                              | AB       | Jason Tré          |

| Nr. |       | Position | Name                   |
| --- | ----- | -------- | ---------------------- |
| 20  |       | AB       | Yanis Dede-Lhomme      |
| 21  |       | AB       | Namakoro Diallo        |
| 22  | Benin | MF       | Lenny Pirringuel       |
| 23  |       | ST       | Yassin Fortuné         |
| 25  |       | AB       | Nohim Chibani          |
| 26  |       | MF       | Kapo Sylva             |
| 27  |       | AB       | Théo Pionnier-Bertrand |
| 28  |       | AB       | Beres Owusu            |
| 29  |       | MF       | Noah Vandenbossche     |
| 30  |       | MF       | Kayne Bonnevie         |
|     |       | TW       | Alane Bedfian          |

## Erfolge
- Französischer Meister: bisher Fehlanzeige
- Französischer Pokalsieger: bisher Fehlanzeige (aber Finalist 1927 und 2012)
- Französischer Amateurmeister: 1954, 1955, 1958, 1967
- Französischer Juniorenmeister: 1967 (und Finalist 1960)

## Für den Verein in der Vergangenheit wesentliche Personen
- Bernard Antoinette
- Viviane Asseyi, als Jugendliche bei der USQ
- René Bihel
- Philippe Bonnardel, Spielführer im Pokalendspiel 1927
- Régis Brouard, Trainer der Pokalfinalmannschaft 2012
- Daniel Horlaville, Olympiateilnehmer 1968 und A-Nationalspieler in seiner Zeit bei der USQ
- Bernard Soenen, Torhüter der Amateurnationalelf